# Oiketicinae
Az Oiketicinae a valódi lepkék (Glossata) alrendjébe tartozó zsákhordó lepkefélék családjának egyik alcsaládja.

## Rendszertani felosztása
Az alcsaládot jelenleg (2012-ben) négy nemzetségre és további legalább 9, nemzetségbe nem sorolt nemre osztják:

### Acanthopsychini (Tutt, 1900) nemzetség
- Acanthoecia
- Acanthopsyche (Heylaerts, 1881; alias Hemilipia Hampson, 1897):
  - fekete zsákhordó lepke (Acanthopsyche atra L., 1767) – előkerült a Bükk-vidékről,[1]
  - fenyőtűs zsákhordó lepke (Acanthopsyche ecksteini Lederer, 1855) – előkerült az ország különböző részeiről, így a Gödöllői-dombságról[1] és a Vértesből[2] is;
  - budai zsákhordó lepke (Acanthopsyche siederi Szőcs, 1961) – előkerült Szigetszentmiklósról,[1]
- Amatissa
- Amicta
- Aspinoides
- Astala
- Auchmophila
- Bambalina
- Bathromelas
- Bourgognea
- Canephora (Hb., 1822; alias Lepidopsyche Newman, 1850):
  - kormos zsákhordó lepke (Canephora hirsuta, Canephora unicolor (Poda, 1761) – a Kárpát-medencében nyáron mindenütt előfordul. A 26–28 mm-esre növő hím majdnem fekete;[3]
- Cathopsyche
- Chalioides
- Chaliopsis
- Claniades
- Cryptothelea
- Curtorama
- Dappula
- Deborrea
- Dendropsyche
- Eucalyptipsyche
- Eumeta
- Eurukuttarus
- Heylaertsia
- Hyalarcta
- Hyalinaria
- Hyaloptila
- Kophene
- Kotochalia
- Lindnerica
- Liothula
- Lomera
- Mahasena
- Manatha
- Metaxypsyche
- Naevipenna
- Oiketicoides (Heylaerts, 1881)
  - sárgás zsákhordó lepke (Oiketicoides lutea (Staudinger, 1870) – Magyarországon szórványos[4]
- Pachytelia (Westwood, 1848)
  - nagy zsákhordó lepke (Pachythelia villosella Ochsenheimer, 1810) – hazánkban mindenfelé gyakori[4]

### Apteronini (Tutt, 1900) nemzetség
- Apterona (Millière, 1857; alias Cochliotheca Rambur, 1866 alias Cochlophanes Staudinger, 1871 alias Cochlophora Siebold, 1871):
  - csigahéjas zsákhordólepke (Apterona helicoidella Vallot, 1827, alias Apterona crenulella Bruand, 1853) – szerte az országban közönséges;[5]
- Eumasia (Chrétien, 1904) 9 fajjal,
- Pygmaeotinea (Amsel, 1957) 1 fajjal.

### Oreopsychini (Tutt, 1900) nemzetség
- Leptopterix (Hb., 1825; alias Dellabeffai Hartig, 1936 alias Episcioptera Hartig, 1936 alias Parascioptera Hartig, 1936),
- Moffatia
- Oreopsyche (Speyer, 1865; alias Carchesiopsyche Wallengren, 1869 alias Deuterohyalina Dalla Torre, 1920  alias Hyalina Rambur, 1866 alias Ptilocephala Rambur, 1866 alias Pyropsyche T.A. Chapman, 1903)
- Ptilocephala (Rambur, 1866 – egyesek[6] szerint az Oreopsyche nem egy része:
  - tollas zsákhordó lepke (Ptilocephala muscella, Oreopsyche muscella Denis & Schiffermüller, 1775) – az ország különböző részeiről ismert;[1]
  - alföldi zsákhordó lepke (Ptilocephala plumifera, Oreopsyche plumifera Ochsenheimer, 1810) – az ország középső részéről;[1]

### Phalacropterigini (Tutt, 1900) nemzetség
- Eopsyche
- Loebelia
- Megalophanes (Heylaerts, 1881):
  - útszéli zsákhordólepke (Megalophanes viciella Denis & Schifferm., 1775) – Magyarországon általánosan elterjedt[7]
- Phalacropterix (Hb., 1825; alias Arctus Rambur, 1866 alias Loebelia Pinker, 1956 alias Stenophanes Heylaerts, 1881),
- Sterrhopterix (Hb., 1825; alias Empedopsyche G. Standfuss, 1879 alias Gymna Rambur, 1866 alias Trichopsyche Wallengren, 1869):
  - bozontos zsákhordó lepke (barna zsákhordó lepke, Sterrhopterix fusca Haworth, 1809) – az ország különböző részein gyűjtötték;[5]

### Nemzetségbe nem sorolt nemek
- Animula
- Biopsyche
- Eucoloneura
- Hyaloscotes
- Lumacra
- Oiketicus
- Pseudomelasina
- Pusillopsyche
- Striglocyrbasia